# Södra Roslags domsagas tingslag
Södra Roslags domsagas tingslag (före 1919 benämnt Danderyds, Åkers och Värmdö skeppslags tingslag) var ett tingslag i Stockholms län i södra Uppland. Tingsställe var till 1951 Haga tingshus, därefter Stockholm.
Tingslaget bildades 1 januari 1907 som en sammanslagning av tingslagen i Södra Roslags domsaga. 1 januari 1916 (enligt beslut den 28 maj 1915) delades tingslaget, då de två häraderna Färentuna och Sollentuna bröts ut för att bilda Sollentuna och Färentuna domsaga och Sollentuna och Färentuna domsagas tingslag.
1 januari 1948 avskaffades Vaxholms rådhusrätt och Vaxholms stad överfördes därmed till tingslaget. 1 juli 1951 (enligt beslut den 8 december 1950) utbröts Solna stad till egen domsaga, benämnd Solna domsaga, samt eget tingslag, benämnt Solna domsagas tingslag. Tingslaget upplöstes 1971 och verksamheten överfördes till Södra Roslags tingsrätt.
Tingslaget ingick i Södra Roslags domsaga.

## Omfattning

### Härader/skeppslag
- Åkers skeppslag
- Danderyds skeppslag
- Värmdö skeppslag
- Färentuna härad till 1916
- Sollentuna härad till 1916

### Kommuner och köpingar 1952
- Täby köping; från 1948

- Danderyds köping; från 1946
- Stocksunds köping; från 1910, uppgick 1967 i Djursholms stad
- Österåkers landskommun
- Ljusterö landskommun; uppgick 1967 i Österåkers landskommun
- Värmdö landskommun
- Djurö landskommun
- Gustavsbergs landskommun
- Boo landskommun

### Städer
- Djursholms stad; från 1914
- Lidingö stad; från 1925
- Solna stad; från 1943 till 1 juli 1951
- Vaxholms stad; från 1948